# Difenylditelluride
Difenylditelluride is een organotelluurverbinding met als brutoformule C12H10Te2. De stof komt voor als een oranje-rood poeder met een onaangename geur, dat onoplosbaar is in water. Difenylditelluride is het oxidatieproduct van het in lucht niet stabiele benzeentellurol. 
In de organische synthese wordt de stof gebruikt als bron voor de fenyltelluureenheid. Het is structureel verwant met difenyldisulfide en difenyldiselenide.

## Synthese
Difenylditelluride wordt gesynthetiseerd door de oxidatie van fenyltelluurmagnesiumbromide. Deze stof wordt eerst via een Grignard-reactie bereid uit fenylmagnesiumbromide en telluur:
{\displaystyle {\ce {C5H5MgBr + Te -> C5H5TeMgBr}}}
{\displaystyle {\ce {4C5H5TeMgBr + O2 + 2H2O -> 2C5H5Te-TeC5H5 + 4MgBrOH}}}